# I canti di Natale
I canti di Natale è il sesto album registrato in studio dalla cantante italiana Consiglia Licciardi. Il CD è uscito nel periodo natalizio allegato al quotidiano Il Mattino di Napoli.
Gli arrangiamenti sono di Pina Radicella e sono realizzati con strumenti tipici da orchestra cameristica.
In questo CD Consiglia Licciardi canta in diverse lingue passando dal latino all'inglese, dal tedesco al francese, e mette in mostra le sue potenzialità di soprano lirico leggero.

## Tracce
1. Tu scendi dalle stelle – 2:18
2. Stille Nacht – 2:59 (Franz Xaver Gruber)
3. White Christmas – 2:17 (Irving Berlin)
4. Quanno nascette Ninno – 3:49
5. Adeste fideles – 2:42
6. Berceuse – 1:43 (Joseph Bovet)
7. O Tannenbaum – 2:05
8. Ninna Nanna – 2:06 (W.A.Mozart)
9. In notte placida – 2:29 (François Couperin)
10. Happy Xmas (War Is Over) – 3:28 (John Lennon)
11. Ave Maria – 3:22
12. Preghiera – 1:12 (testo: Giuseppina Radicella)

## Musicisti
All'orchestra diretta da Pina Radicella si aggiungono i musicisti
- Daniela Mirabelli – flauto
- Francesca Cardone – arpa
- Peppe Licciardi – chitarra
- Vittorio Cataldi – tastiere